# 顔戸村開成所
顔戸開成所（ごうどかいせいじょ）は、明治5年（1872年）12月に信濃国下水内郡顔戸村（現在の長野県飯山市外様地区）の蓮華寺に開設された私立教育機関。
教育の場と青年会の2つの役割を持ち、長野県初の政治結社である寿自由党の設立母体となった（青年会活動としても県内最古とされる）。顔戸開成所のあった飯山市外様地区は、長野県の自由民権運動発祥の地とされている。

## 概要
顔戸開成所は、明治5年12月に顔戸村の蓮華寺にて開設され、弘化4年（1847年）に寺子屋を開いていた平井三斧（庄左衛門）が所長、足立章が助教となって始まった。
明治5年は、明治政府による日本の近代化教育政策として、8月2日（1872年9月4日）に学制が発布された年で、翌明治6年（1873年）には学区が定められ、全国に小学校尋常科が設置された。外様地区において小学校が開設されたのは明治6年7月で、これに伴い顔戸開成所は明治8年（1875年）にその役割を青年会と夜学校に分離した。当時の小学校の学級は初等科・中等科・高等科に分かれ、おおむね10歳～22歳までの範囲の青少年が入学対象であったが、これを外れた年齢の者も就学したようである。
夜学校となってからの顔戸開成所では、引き続き青少年や市民に向けた近代化教育が行われ、明治24年（1891年）には蓮華寺から青年会館へ活動の場を移した。青年会館には小規模の図書館や巡回文庫、新聞・雑誌などが設置されたが、明治40年（1907年）、小学校に補習科ができたことで顔戸開成所は廃止された。
顔戸青年会としては、県下に先駆けて断髪運動などの文明開化運動が取り組まれたり、法律研究・政治演説・講演活動が行われた。明治13年（1880年）には青年会有志により政治結社の寿自由党が設立され、翌明治14年（1881年）には別地区の運動家と合流して北信自由党に改組した。さらに明治16年（1883年）には長野県の民権運動家と団結て信陽自由党が結成された。寿自由党や後の北信自由党からは、板垣退助の自由党に入党する人物が出た。

## 主な活動・教育内容
顔戸開成所では、当時の先進的知識や文化等を身につけた人物を中心に、近代化教育や政治経済・思想等の指導や活動が行われていた。
大坂の緒方洪庵が開いた適塾に入門して蘭学の知識を身につけ、福沢諭吉との親交もあった医師・政治家の沼田芸平（世遠）や、地方の歴史研究家・新聞記者であった栗岩英春、平井三斧の子弟である足立秦一、足立章、久保田治平などが、明治維新後の明治8年に東京へ遊学して英語・法律などを学び、明治11年（1878年）に帰郷し講師を務めた。書物の購入は講師が負担しており、周囲への近代化普及の担い手を自負して、当時先端の知識収集に努めていたようである。
当初は寺子屋に準じた書物で行われており、小学校設置後の夜学校になっても補習科的な役割を担っていた。『四書講義』、『日本政記』、『十八史略』、『左伝氏』、『文選』素読等が行われたり、西洋の文物（西洋史、万国地理）を使った当時の新知識の教育がなされたりした。主に使用された書物には、福沢諭吉『西洋事情』、中村敬宇『西国立志編』、植木枝盛『民権自由論』などがあった。
一方、顔戸開成所での教育事業とは趣旨を別にして、青年会においては政治活動の一環として思想問題や自治・法律研究会に力を入れていた。明治13年にボアソナードの翻案による新刑法および箕作麟祥が刑法草案を公にし清浦奎吾が著した治罪法（後の刑事訴訟法）の発布があった時は、刑法研究会を行っている。講師格は足立秦一、足立章、久保田治平で、会員は20名ほどであった。学術会としては大阪事件を取り扱った模擬裁判を講師が演じて住民へ公開するなどして法律披露を行っている。
その他に政治経済の問題として、金貨本位と銀貨本位、自由貿易と保護貿易、農業立国と商工立国などの議論が、法律問題として、死刑廃止、陪審制度、地方自治、知事公選等と広く討論の題目がなされた。地方自治、知事公選については内務・司法両大臣に意見書の提出を行っている。同活動で主に使用された書物には、小野梓『国憲汎論』、ルソー『民約論』、法律（施行以前の大日本帝国憲法・改正刑法草案等の研究）、モンテスキュー『万法精理』などがあった。

## 長野県の自由民権運動発祥の地
顔戸開成所には、日本の近代化を理解するための政治思想や法律研究などの活動を行っていた青年会の有志8名（足立秦一、栗岩愿二、北沢量平、久保田治平、久保田鉦之助、久保田松造、久保田穂之助、栗岩隆之助）が集っていた。彼らは明治13年に長野県初の政治結社「寿自由党」を設立した。
同党結成の発端は、明治12年（1879年）に北沢量平が医学修行のために越後国（新潟県）の高田病院へ赴いていた際に、高田の代言人である八木原繁祉が北辰自由党（後の頸城自由党）を組織した話を聞き、顔戸に帰省した際に仲間へ伝えたところ、栗岩愿二と栗岩隆之助が応じ、共に八木原に面会したことに始まる。
寿自由党は、法律研究会の開催、長野県内および自由民権運動を行っていた近隣の党との合流、国会開設（民選議院設立）の請願運動や政治討論会・演説会の開催を展開した。明治13年には国会開設請願への共同運動へ発展して、飯山において230余名の署名調印を行なって政府へ提出することになった。寿自由党は、周囲の民権運動家と団結して明治14年に北信自由党となった。会長には鈴木治三郎、幹事には栗岩愿二が当選した。
北信自由党は、佐久・上田・長野方面における同志の依頼により明治16年の信陽自由党の設立に発展し、第一期会長には鈴木治三郎が就いた。信陽自由党において、活動拠点は上田に移るまでをもって組織として大きく発展した。
寿自由党員であった栗岩愿二は、この時期には「中央の自由党に党籍があり」との記載が見られ、板垣退助らが結成した日本最初の政党である自由党に参加し、同党員として活動している。
以上のように、北信自由党は地域の立場から日本の自由民権運動を先導する役割を果たしたが、明治23年（1890年）に帝国議会が開設され、同年第1回衆議院議員総選挙が行なわれた際に解散した。なお、同党解散後も、旧・寿自由党員から、県会議員、村会議員等になって政治活動を続け、地域発展に努力した者が出ている。
現在の飯山市外様地区には、民権運動125周年に当たる平成17年（2005年）に、明治期の長野県下自由民権運動を記念した「自由民権運動発祥地」の碑が建立された。

## 主な関連人物
- 沼田芸平 - 医師。県会議員。顔戸村隣村戸狩の人。号は世遠。緒方洪庵の適塾にて学び、福沢諭吉・長與專齋の2名とともに「3人兄弟」と呼ばれた。顔戸開成所の青年会における討論会で指導などを行った[11]。
- 平井三斧 - 別名庄左衛門。県会議員。小学教員[11]。顔戸開成所長となり指導の先頭に立った。
- 足立秦一 - 寿自由党員。北信自由党における最年長者。明治15年に自由党脱退[12]。明治8年に上京して英語、法律を修め、神奈川県警部を任じた[13]。
- 栗岩愿二 - 寿自由党員。板垣退助らの自由党へ入党[14]。安政2年生。明治21年、条約改正反対のため東京に上京し、以降留まった。藩閥政治に反発して開拓使官有物払下げ事件を批判するなど気性の荒い演説家であった[15]。
- 北沢量平 - 寿自由党員。医師。安政2年（1855年）生。越後における政治結社設立を聞き、寿自由党の発端を導いた「生みの親」である。
- 久保田治平 - 寿自由党員。下水内郡郡会議員。安政3年（1856年）生。法律通で刑法研究会において講師役を行う。三橋林兵衛三男。後に久保田家養子となる。現在の原爆ドームの設立に関わった寺田祐之と親交があった。眼を患って議員を辞する[16]。
- 久保田鉦之助 - 寿自由党員。警視庁警備巡査。西南戦争が起こるの聞き、警視庁に応じて従軍した[17]。
- 栗岩隆之助 - 寿自由党員。村会議員から、県会議員。外様村長となって学校設立、道路整備等、北信地域の発展に貢献した。
- 川久保伊兵衛 - 板垣退助らの自由党へ入党[18]。初めの名は三橋覚治。後に川久保家の養子となる。北信自由党設立時に入党。久保田治平の弟。官選戸長を得て、県会議員。